# Radical Faeries

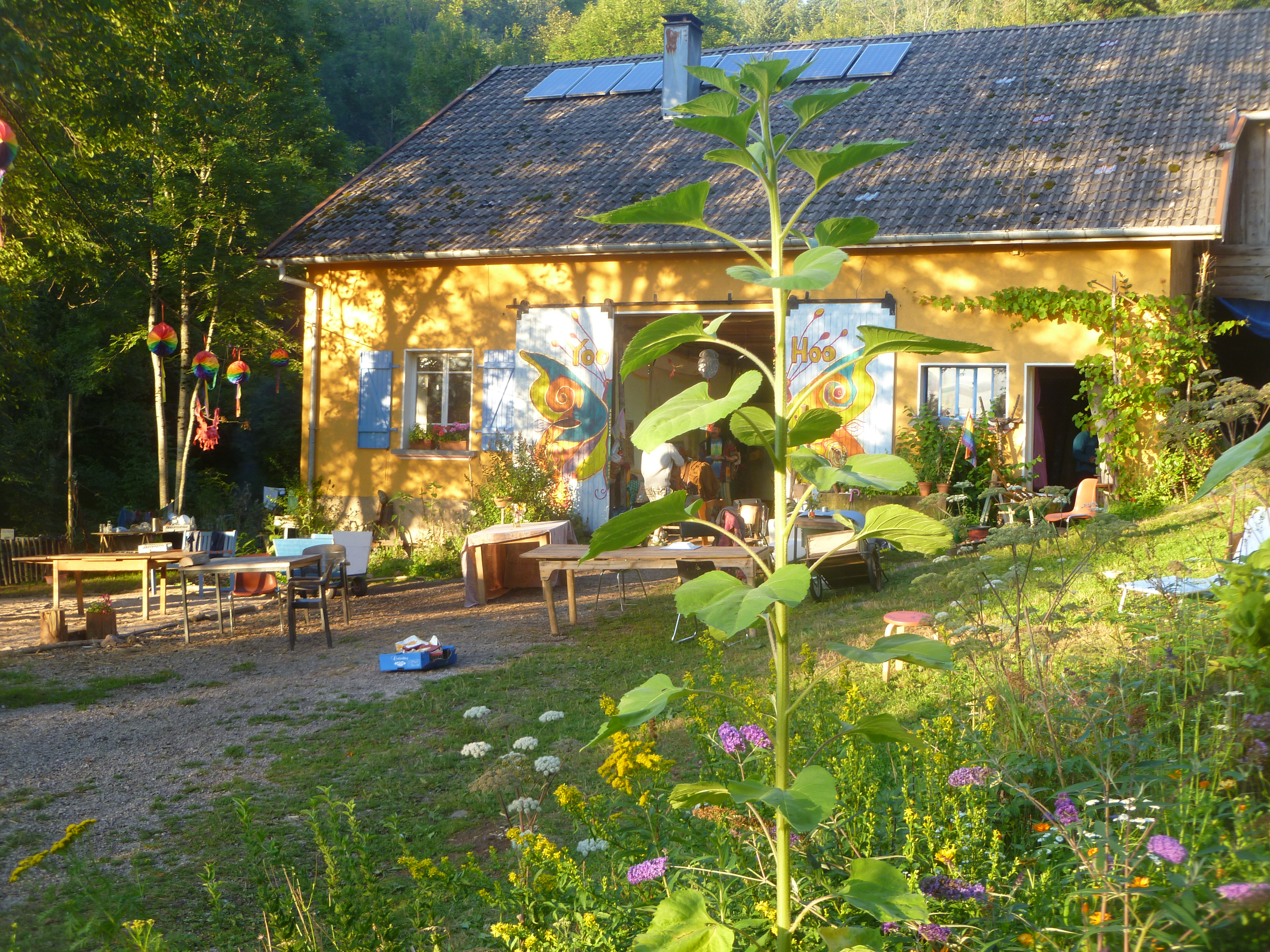
Folleterre Sanctuary der Radical Faeries in Frankreich

Die Radical Faeries (auch Faeries) (englisch für „Radikale Tunten“, wörtlich „Radikale Feen“) sind eine weltweite lose durch ein soziales Netzwerk miteinander verbundene Gemeinschaft, welche die Nachahmung des heteronormativen Lebensstils ablehnt und eine Neubestimmung von queerer Identität durch Interesse an Spiritualität in einem weiten, undogmatischen Sinn anstrebt.
Der englische Ausdruck Radical Faeries oder Faeries wird auch im deutschsprachigen Raum verwendet. Eine Gruppe von Faeries bezeichnet sich selbst manchmal als „tribe“ (deutsch: Stamm) oder „circle“ (deutsch: Kreis).
Radical Faeries sind teils progressive soziale Bewegung, Gegenkultur-Bewegung und grünpolitisches Experiment mit ökologischem Bewusstsein. Den Faeries geht es um die Überwindung von Konventionen, Maskulinismus und traditionellen Geschlechterrollen zugunsten von Respekt und Achtsamkeit im Umgang miteinander, Akzeptanz und Bewahrung der Identität, sowie Verbundenheit mit der Natur in allen Erscheinungsformen.
Die Faerie-Kultur ist undefinierbar vielfältig; aber sie enthält ähnliche Elemente wie Marxismus, Feminismus, Heidentum, Native American und New-Age-Spiritualität, Anarchismus, die mythopoetischen Männerbewegung, radikaler Individualismus, die therapeutische Kultur der Selbsterfüllung und Selbstverwirklichung, erdgebundenen Bewegungen zur Unterstützung von Gemeinschaften für
nachhaltige Entwicklung, spirituelle Feierlichkeit verbunden mit Camp-Sensibilität, Gay-Liberation und Drag.
Radical Faeries verkörpern heute eine Vielfalt von Geschlechtern, sexuellen Orientierungen und Identitäten und variieren je nach Ort. Radical-Faerie-Gemeinschaften sind in der Regel durch indigene, heimische oder traditionelle Spiritualität inspiriert, vor allem durch diejenige, welche Genderqueer integriert. Sie sind als erste gay-zentrierte spirituelle Bewegung ein weltweites Phänomen.

## Begriff

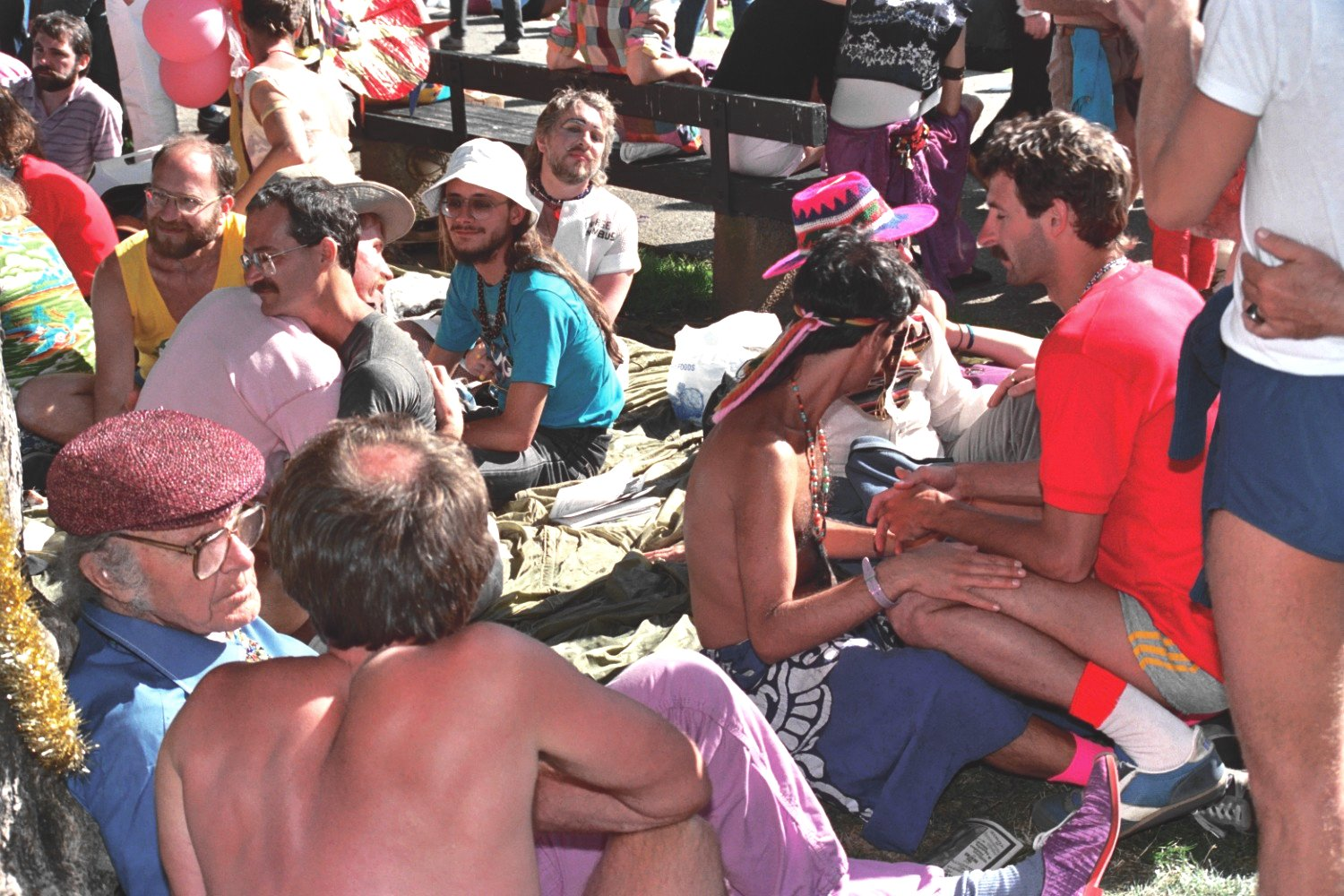
Harry Hay – links unten (mit Kappe) – San Francisco, Juni 1986

Die Faeries führen ihren Namen auf die Spiritual Conference for Radical Fairies von 1979 zurück. Es war Harry Hay (1912–2002), der in den 1970er Jahren als erster das Wort „Faerie“ mit dieser neuen Form von gleichgeschlechtlichem Bewusstsein in Verbindung gebracht und den Namen „Radical Faerie“ für die aufkeimende Bewegung verwendete.
Der Begriff „Faerie“ wurde in Bezug auf die unsterblichen Geister der europäischen Folklore im Animismus und aufgrund der Tatsache, dass „fairy“ eine abwertende umgangssprachliche Bezeichnung für männliche Homosexuelle war, gewählt. Das Wort „Radical“ bezieht sich auf Hays politisch extreme Sicht. Laut Hay und Don Kilhefner wurden die Radikal Faeries teils auch deswegen geschaffen, damit schwule Männer sich selbst neu definieren können „outside of the slave name ,homosexual‘“.

## Geschichte

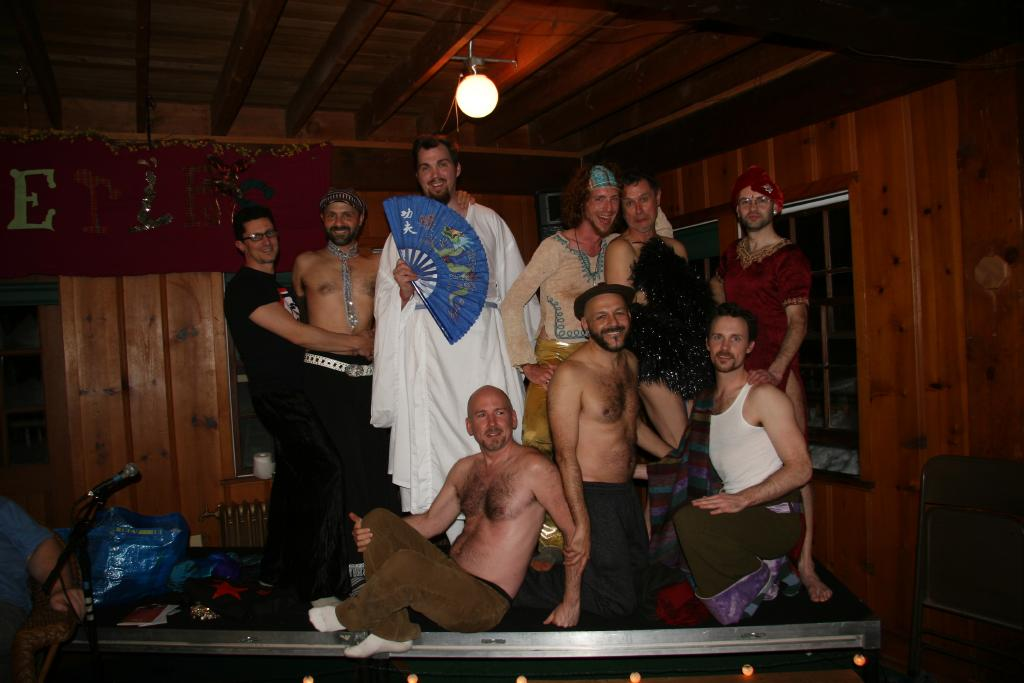
Radical Faeries beim Gathering in Breitenbush

Die Radical Faerie Bewegung begann in den 1970er Jahren unter schwulen Männern in den Vereinigten Staaten während der sexuellen Revolution und Gegenkultur-Bewegung. Sie weitete sich zusammen mit der größeren Schwulenbewegung aus, indem sie gegen die Kommerzialisierung und die patriarchalen Aspekte des modernen LGBT-Lebens bei der Ausübung von heidnischen Bräuchen und Ritualen auftraten.
Die Spiritual Conference for Radical Fairies von 1979 wurde von Harry Hay und seinem Partner John Burnside zusammen mit dem Aktivisten Don Kilhefner und dem Jung-Therapeuten Mitch Walker in Benson, Arizona, organisiert „um den kommende Paradigmenwechsel im schwulen Bewusstsein zu entdecken“ und zog mehr als 200 Teilnehmer an. In der Folge hielten Teilnehmer öfter mehrtägige Veranstaltungen ab, die sie „Gatherings“ nannten. Im Einklang mit Strömungen der Zeit wie der Hippie-, Neopaganismus- und der Öko-Feminismus-Bewegung wurden die Treffen draußen in natürlicher Umgebung abgehalten.  Zu diesem Zweck haben bestimmte Radical Faerie Gemeinschaften „Sanctuaries“ geschaffen, die close to the land sind.
Hay war ein politisch linker LGBT-Aktivist und 1950 Mitinitiator der Mattachine Society, der ersten schwulen Interessengruppe der USA. Als Kind wurde er durch Wovoka, dem Schamanen der Paiute-Indianer, der um 1890 die Geistertanzbewegung ins Leben gerufen hatte, von der Spiritualität der amerikanischen Ureinwohner geprägt. Zunächst hat Hay den Begriff „Bewegung“ bei der Definition der Radical Faeries abgelehnt und sie stattdessen als „Lebensweg“ für schwule Männer bezeichnet.
Mitch Walker arbeitete an der Anwendung des Werks von Carl Gustav Jung auf die schwule Kultur. Er war inspiriert von der Idee des schwulen Schamanismus in der Tradition des Briten Edward Carpenter.
Das Buch von Gay Aktivist Arthur Evans (1942–2011) Witchcraft and the Gay Counterculture von 1978 hatte bedeutenden Einfluss auf die Radical Faerie Bewegung. In seinem Kapitel „Magie und Revolution“ schreibt Evans, dass es „die Rolle des schwulen Mannes sei, die Wiederherstellung unserer Kommunikation mit der Natur und der Mutter Erde, die wesentliche Verbindung zwischen Sex und den Kräften, die das Universum zusammen hält, zu fühlen. Wir freuen uns auf die Wiedererlangung unserer alten historischen Rolle als Medizinmänner, Heiler, Propheten, Schamanen und Zauberern.“

### Geschichte in Europa

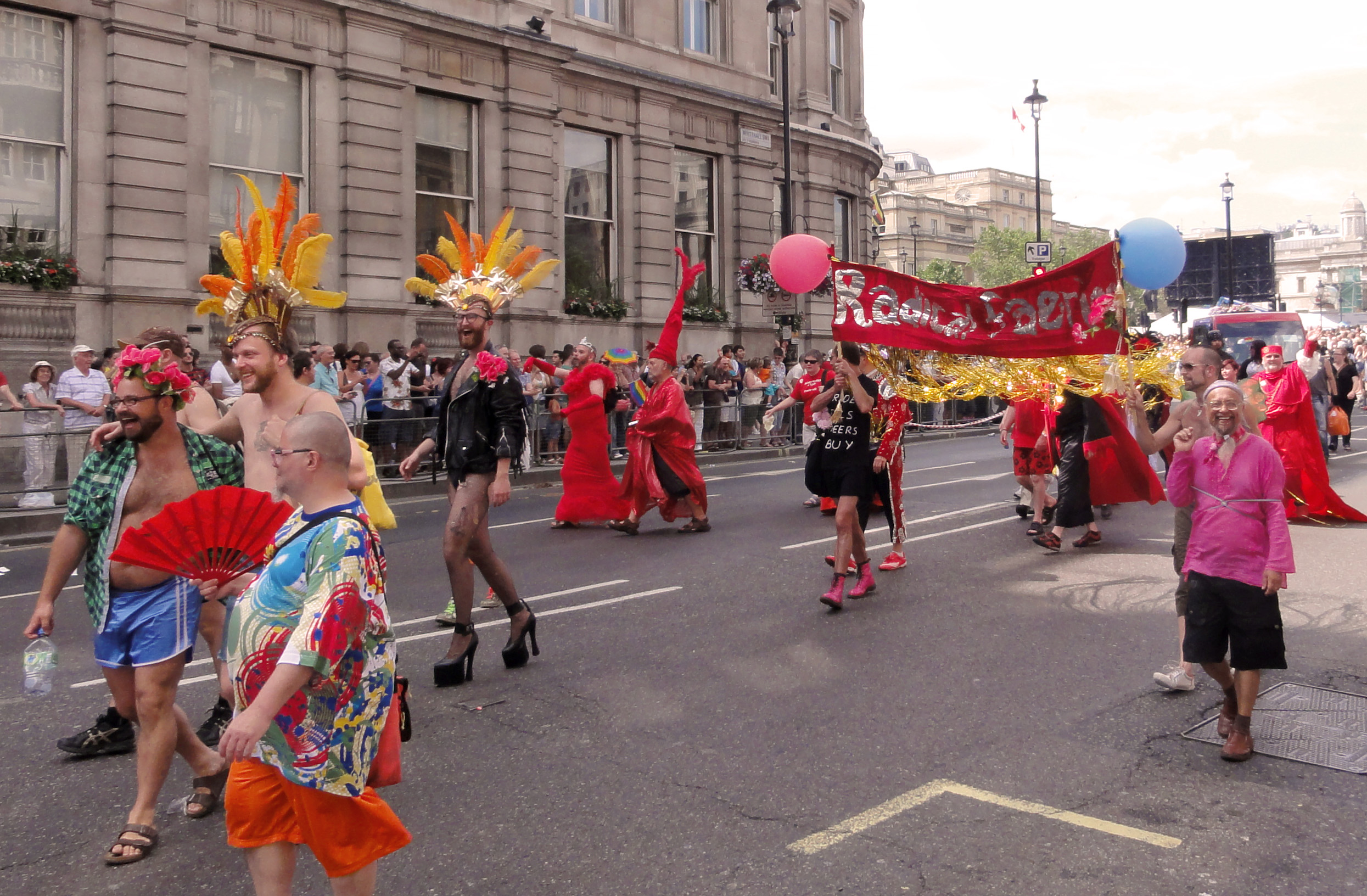
Radical Faeries Parade zur London Pride, Trafalgar Square

Die Idee der Radical Faeries gibt es seit Beginn der 1990er Jahre auch in Europa, wo sie meist als Eurofaeries regelmäßig Treffen abhalten.
1995 wurde die Stiftung der Eurofaeries gegründet um ein permanentes Sanctuary auf dem europäischen Kontinent mit dem Namen „Folle Terre“ (französisch für „verrückte Erde“) sicherzustellen. 2004 konnte sie „Folleterre“ kaufen: ein ehemaliges Bauernhaus und 15 Hektar Waldfläche in der Nähe von Ternuay in den Vogesen in Frankreich.
Das Eurofaerie-Netzwerk unterstützt oder organisiert jährlich Sitzungen, Treffen im städtischen Bereich, Workshops und internationale Gatherings in natürlicher Umgebung, wobei die meisten Aktivitäten anfangs auf Frankreich und die Niederlande konzentriert waren.
Je nach Region nennen sich einzelne Faerie-Circles in Europa teilweise unterschiedlich, zum Beispiel „Albionfaeries“ nach dem antiken Namen Albion für Großbritannien, „Rheingold Faeries“ im Rheinland, „Radical Faeries Vienna“ in Österreich.

### Symbol der Eurofaeries
Das Symbol der Eurofaeries ist „der Schmetterling mit dem geschwungenen EF-Zeichen“ und steht für Veränderung, Wandel (englisch “transformation”), ein neues Bewusstsein, die nächste Zivilisationsebene. Die Veränderungen, zu denen die Faeriekultur befähigt,
vollziehen sich meist auf individueller Ebene und wirken typischerweise therapeutisch. Das wachsende neue Bewusstsein steht auch für politisches Engagement in der Zukunft.

## Philosophie

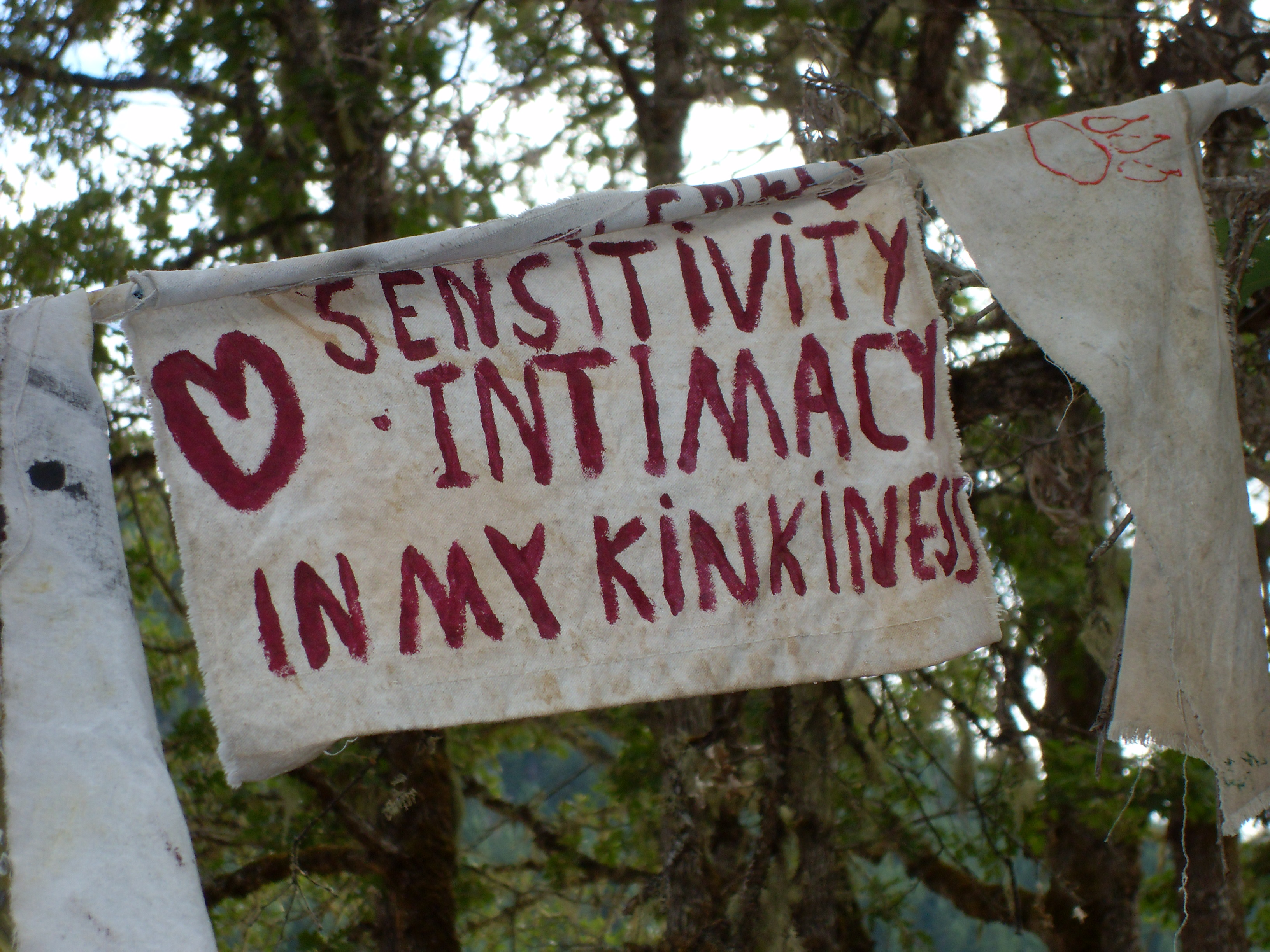
Banner mit der Philosophie der Radical Faeries

Bei den Faeries gibt es „keine Hierarchie und keine zwingenden Dogmen“, umschreibt der Faerie Eilendes Wasser die Philosophie der Faeries.
Um ihre eigene Spiritualität zu schaffen, lassen sich Faeries von ethnischen Religionen wie denen der Aborigines, Indianer, der animistischen Folklore Europas und der alten Germanen und Kelten inspirieren. Besondere Inspiration leiten die Faeries aus dem indianischen Begriff „Two-Spirit“ ab, wo zwei Seelen (männlich und weiblich) in einem Körper vereint sind.
Respektvoller Umgang, Akzeptanz und Achtsamkeit bestimmen das Zusammensein der Faeries, daher spielen Aussehen und Alter keine Rolle. Ältere Faeries und der Alterungsprozess als solches werden von den Faeries neu und positiv bewertet. In der Faerie-Gemeinschaft wird mehr Wert auf gegenseitige Inspiration, die Absichten und den Schaffensprozess gelegt als auf Resultat und Effizienz.
Die Soziologin Margot Adler stellte in ihrer Studie über die heidnische Bewegung in den USA fest, dass die Faeries einen großen Wert auf die „transformative Kraft des Spielens“ legen. Sie glauben, dass spielerischem Verhalten eine Rolle innerhalb des Rituals zukommt, das zu einem veränderten Bewusstseinszustand führen könnte.
Die Faeries stellen die erste spirituelle Bewegung dar, in der die Suche nach dem „gay spirit“ von zentraler Bedeutung ist und selbst die Quelle der Spiritualität, Weisheit und Initiation ist. Gründungs-Faerie Mitch Walker behauptet, dass die Radical-Faerie-Bewegung „wegen ihrer indigenen, gayzentrierten Natur ein Pionier einer neuen Ernsthaftigkeit von ‘gayness’, ihrer Tiefe und ihres Potenzial ist und daher eine neue Etappe in der Bedeutung der ‘Gay Liberation’ einläutet“.

### Faerie-Identität
Die Idee hinter den Radical Faeries ist, einen sicheren Ort zu schaffen, wo queere Menschen abseits des homosexuellen Mainstreams ihr wahres Wesen offen leben, wieder zu ihrem Ursprung zurückkommen und nützliche Modelle der Wirklichkeit entwickeln können. Die Faerie-Identität ist eine positive selbstbestimmte Identität, die von niemand anderen auferlegt wird. Jeder Einzelne bestimmt selbst in einem ständigen Prozess der Selbstprüfung und Selbsterkenntnis seine Faerie-Natur.
Die Frage nach der Faerie-Identität wird seit den Anfängen der Gemeinschaft von den Faeries diskutiert. Als gemeinsamer Nenner steht das „Anderssein“ und die Einzigartigkeit, frei von Ablehnung und Diskriminierung im Mittelpunkt der Radical-Faerie-Identität:

“… being a different species perceiving a different reality”

Das Konzept der Androgynie wurde von den Faeries verwendet, die ihm einen deutlich spirituellen Anstrich geben. Anstatt sich auf einen asexuellen oder omni-sexuellen Zustand zu beziehen, bedeutet Androgynität für die Faeries eine radikale Gegenüberstellung der Elemente des Männlichen und Weiblichen in psychologischen als auch physischen Ausdrucksformen. Cross-Dressing, Drag, geschlechtsuneindeutig mit sowohl männlichen als auch weiblichen Symbolen geschmückt, fließende Übergänge zwischen den Geschlechtern, spielerische Parodie als auch ernsthaftes soziales Engagement sind charakteristisch für den Umgang der Faeries mit der Geschlechtertrennung.

### Subjekt-Subjekt-Bewusstsein
Das zweite Kernkonzept der Radical-Faerie-Spiritualität ist das Subjekt-Subjekt-Bewusstsein. Es bestimmt, dass man den anderen immer als ein Subjekt wie man es selbst ist selbst behandelt, niemals jedoch als Objekt oder als Mittel zu einem bestimmten Zweck. Ursprünglich als ein Prinzip von Harry Hay vorgeschlagen, wurde es durch Mitch Walker aufgenommen und erheblich erweitert. Es basiert auf der Vorstellung, dass gleichgeschlechtlich orientierte Menschen anders sind, weil sie die Welt in einer grundlegend einzigartigen Weise wahrnehmen und mit ihr in Beziehung treten, einer Weise, die integraler Bestandteil des Wohlbefindens von ihnen selbst als Individuen und der Welt als Ganzes ist.
Eine queere Art der Wahrnehmung der Welt wird als eine Kraft interpretiert, die eine positive Selbstdefinition des Anderen erschafft. Wenn das Individuum (als Mikrokosmos) und die Welt (als Makrokosmos) als Subjekte wahrgenommen werden, dann verschwinden alle Probleme der Ausbeutung als „Sexobjekt“ und eine utopische Vision eines „jeder ist offen für jeden in vollkommenem Vertrauen“ wird möglich. Angesichts der auf Konsens beruhenden Subjekt-Subjekt-Beziehung unter den Faeries verschwindet jeder Autoritarismus.

## Rituale

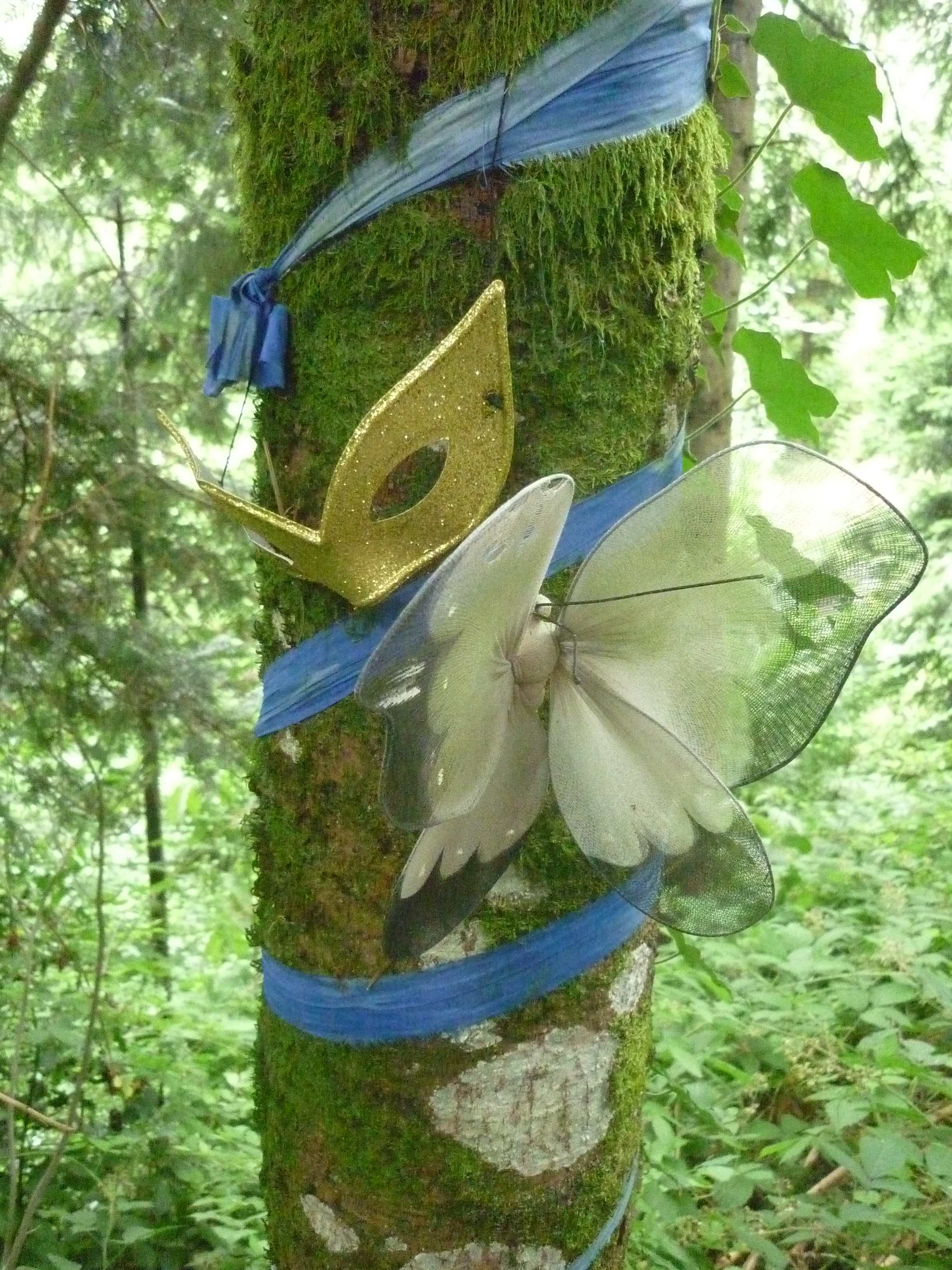
Geschmückter Baum im Faerie Sanctuary Folleterre

Wie alle Kulturen haben auch Faeries ihre eigenen Rituale entwickelt, die jederzeit frei interpretiert und ergänzt werden können. Spezifische Initiationsriten gibt es nicht, es können aber derartige Riten abgehalten werden. Obwohl es keine festen Regeln gibt, halten die meisten Faeries einige Bräuche hoch. Dazu gehören die Faerie-Namen.
Viele Faeries geben sich einen neuen Namen, den sie bei den Treffen tragen, um ihre eigene Identität zu unterstreichen. Bei dieser Tradition lässt man sich von den indigenen Völkern Amerikas inspirieren, wo die Schamanen bei der Initiation Namen mit spiritueller Bedeutung vergaben. Die Tradition der Märchen-Namen ist ähnlich, obwohl die Radical Faeries in der Regel ihre eigenen Märchen-Namen wählen.
Viele Faeries feiern naturverbunden jahrhundertealte heidnische Naturfeste wie die Sommersonnenwende, Lughnasadh (Lammas), Equinox oder das Frühlingsfest Beltane. Die Australier übernehmen Traditionen der Aborigines und machen beim Kürbisfest der Region mit. Die Gatherings finden oft gleichzeitig mit diesen Festen statt.
Rituale bei Gatherings können die folgenden Elemente enthalten: Kerzen, Fackeln, Lagerfeuer, Gebete, rituelle Musik, Tanzen um das Feuer, Kleidung mit Extravaganz, Nacktheit, Schlammbad, Schwitzhütte, geschmückte Bäume, Trommeln. Das gemeinsame Trommeln und Tanzen im Rhythmus kann ein Teil der spirituellen Erfahrung sein. Nacktheit ist bei Ritualen durchaus üblich, wobei sich Faerie-Gemeinschaften auch hier von der traditionellen Kultur weitgehend unbekleidet lebenden indigenen Völker inspirieren lassen.
In Sanctuaries und bei Faerietreffen wird meist ein Altar mit Objekten von besonderer Bedeutung für die Besitzer errichtet.

### Heart Circle
Der Heart Circle (deutsch „Herzenskreis“) ist ein Brauch, den die Gründer der Faeries von den amerikanischen Ureinwohnern übernommen haben, die Gesprächsrunde mit dem Redestab (englisch talking stick), welche von ihnen als Moderationstechnik zur Konsensfindung eingesetzt wurde.
Der Heart Circle nimmt einen zentralen Platz im Lebensweg der Faeries ein und entstand aus dem Ideal des Konsenses und der Idee des Subjekt-Subjekt-Bewusstseins. Er enthält Elemente der Therapie, der persönlichen Entwicklung und des Gruppenbewusstseins. Dieser Kreis wird bei Gatherings jeden Tag als ein Ort gebildet, in dem Gedanken und Gefühle ausgedrückt, Entscheidungen getroffen (englisch practice circle) und ein besseres Verständnis darüber vermittelt wird, was es heißt, ein queerer Mensch zu sein. Konfrontationen und Auseinandersetzungen werden nicht umgangen, sondern es wird als Grundprinzip die „Umarmung“ gelebt.
Beim Heart Circle hören sich die Faeries „mit dem Herzen“ respektvoll und anerkennend zu. Wer den Talisman hält, darf sprechen solange er oder sie will, aber auch schweigen. Niemand wird unterbrochen, es findet keine Diskussion statt und es gibt kein direktes Feedback. Das Gesprochene bleibt vertraulich. Dies entwickelt eine besondere Dynamik, die den Circle von normalen Gesprächen oder Gruppentherapie unterscheidet. Der Kreis kann eine Stunde oder einen Tag dauern, friedlich oder dramatisch sein.
„Man kann herkommen und Heilung finden“, meint Eilendes Wasser. „Viele Männer haben im Heart Circle zum ersten Mal offen über ihre Probleme gesprochen. Das Ganze wirkt auch therapeutisch, obwohl die Faeries keine therapeutische Veranstaltung sind.“

## Gatherings
Gatherings (englisch für „Faerietreffen“) stellen die Art von größerer queerer Gemeinschaft dar, in der Faeries zusammenleben möchten und sind ein Versuch, die Idee des Queer Nationalism für einen gewissen Zeitraum umzusetzen. Die Treffen sind eine Art „spiritueller Spielplatz“, wo sich Menschen unterschiedlicher nationaler und sozialer Herkunft und Berufsgruppen zusammenfinden. Dort besteht die Möglichkeit, zu campen, an kostenlosen Workshops teilzunehmen, zu feiern, Heart Circles abzuhalten und sich vegetarisch oder vegan zu ernähren. Viele Gatherings sind offen für alle Geschlechter und sexuellen Orientierungen, während einige sich stärker auf die besondere spirituelle Erfahrung des man-loving men konzentrieren, für die sie einen geschützten Rahmen schaffen.
Bei vielen Gatherings findet eine sogenannte No-Talent-Show statt, wo jeder seiner Kreativität freien Lauf lassen kann. Es ist dabei jede Art der Darbietung, wie zum Beispiel Singen, Tanzen, Rezitieren und Travestie möglich. Auch wird meist eine „Auktion“ abgehalten als Gelegenheit, Geld zu spenden. Dabei werden Objekte, Kunstgegenstände und Kleidungsstücke in einer witzig-skurrilen Show zur Versteigerung angeboten.

## Sanctuary
Das englische Wort sanctuary bedeutet auf Deutsch „Heiligtum“, „Zufluchtsort“ oder „Schutzgebiet“. Sanctuaries können private Flächen im ländlichen Raum, in der Wildnis oder städtische Gebäude sein, in denen Faeries ein gemeinschaftliches Leben führen und sich treffen (Idee des „Heimkehrens in die Faerie-Gemeinschaft“). Das Leben im sanctuary beinhaltet ein einfaches Leben („simple living“) auf dem Land, ökologisch nachhaltige Konzepte, gemeinsames Spielen und Zusammenarbeit zum Beispiel in der Küche, Holzhacken, Obst und Gemüseanbau und Ernten. Sanctuaries bestehen derzeit in Nordamerika, Europa und Australien.

## Kultureller Einfluss
Die Teilnehmer des Faerietreffen 1979 halfen bei der Gründung der Sisters of Perpetual Indulgence in San Francisco im selben Jahr.
Faeries hatten wesentlichen Einfluss auf John Cameron Mitchells Film Shortbus. Der Regisseur und Drehbuchautor Mitchell ist selbst Radical Faerie, genauso wie die Performance-Künstlerin Justin Vivian Bond, die im Film sich selbst spielt.

## Periodische Druckwerke
- R.F.D. – häufig als the Radical Faerie Digest bezeichnet
- White Crane – eine Zeitschrift über schwule Weisheit & Kultur, deckt verschiedene Aspekte des Faerie Bewusstseins ab